# Skellytown
Skellytown é uma cidade  localizada no estado norte-americano do Texas, no Condado de Carson.

## Demografia
Segundo o censo norte-americano de 2000, a sua população era de 610 habitantes.
Em 2006, foi estimada uma população de 608, um decréscimo de 2 (-0.3%).

## Geografia
De acordo com o United States Census Bureau tem uma área de
1,1 km², dos quais 1,1 km² cobertos por terra e 0,0 km² cobertos por água. Skellytown localiza-se a aproximadamente 986 m acima do nível do mar.

## Localidades na vizinhança
O diagrama seguinte representa as localidades num raio de 36 km ao redor de Skellytown.